# 神戸-関空ベイ・シャトル

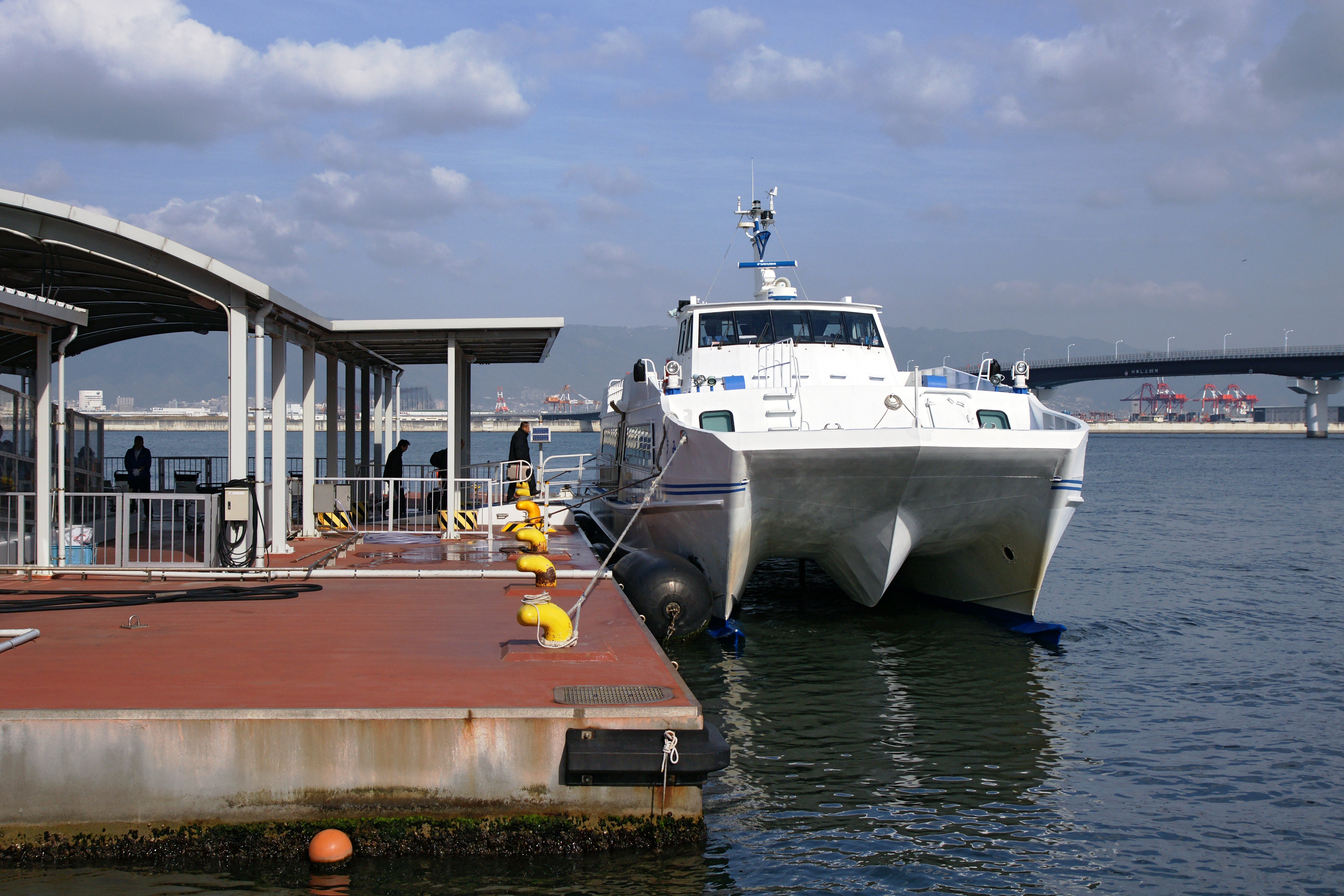
神戸空港海上アクセスターミナル

神戸-関空ベイ・シャトル（こうべ-かんくうベイ・シャトル）は、神戸空港の海上アクセスターミナルと関西国際空港のポートターミナル間を結ぶ高速船航路。2006年から神戸市などが出資する株式会社OMこうべ（現・株式会社こうべ未来都市機構）が運営しており、運航は加藤汽船が受託している。2018年9月、台風21号に伴う関西国際空港浸水の際に多くの人々をピストン輸送で救ったことで知られる。
かつて同航路を運航していた実質的な前身である「神戸マリンルート」については#沿革を参照のこと。

## 概要
大阪湾を通り神戸空港と関西国際空港の間、24kmの距離を所要時間約30分で結び、1日16往復、32便運航されている。両空港ともに空港ターミナルと乗り場の間は連絡バスで結ばれているが、神戸空港の場合は徒歩5分程度でも行き来が可能である。

### 沿革

#### 神戸マリンルート
神戸と関西国際空港間の旅客航路としては、神戸-関空ベイ・シャトルの前身として、1994年9月から2002年2月までジェットフォイルによる神戸マリンルート（K-JET）を海上アクセスが運航していた。神戸側はポートアイランド東部に設けられたK-CAT（神戸シティエアターミナル）に発着していた。1989年（平成元年）、神戸市がK-CATの運営を担う神戸航空旅客ターミナル株式会社、リムジンバスの運営を担う神戸航空交通株式会社、航路の運航を行う海上アクセスをそれぞれ外郭団体として設立、1994年（平成6年）の関西国際空港開港時に開業した。「クリスタルウイング」「エメラルドウイング」「パールウイング」「サファイアウイング」の4隻により運航された。
しかし、マリンルートの利用客数が低迷を続けたことに加え、2001年に発生したアメリカ同時多発テロに伴う航空保安強化により、北米線の搭乗手続きが全国のシティエアターミナルで不可能になったことで、当時の日本航空をはじめとする航空各社が2001年度中に利用者の少ないK-CATおよびO-CATのカウンター業務から撤退を表明した。さらに2002年1月2日にジェットフォイルが関西空港からK-CATへの航行中、船底に致命的な穴が開き3時間余り漂流する事故が発生。この事故が実質的に追い打ちをかける形となり、同月中に2月7日をもってマリンルートの運休とK-CATの廃止が急遽決定された。

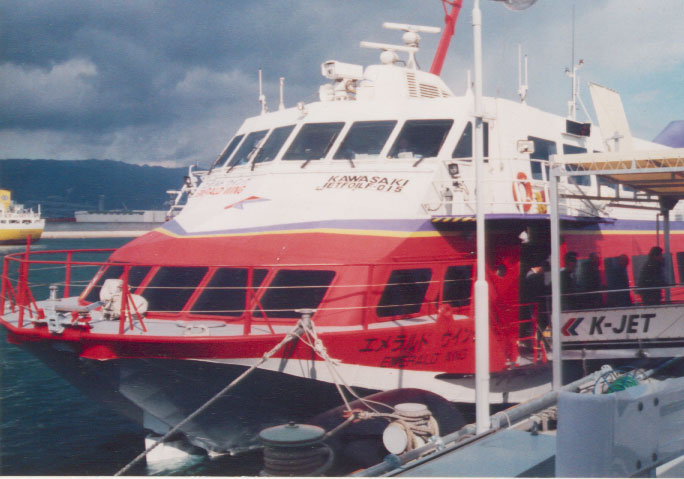
停泊中のK-JETエメラルドウイング

#### 神戸シティエアターミナル
神戸マリンルートでは、船着場に関空発の国際線搭乗手続き・手荷物預け入れが可能なシティエアターミナル、K-CAT（神戸シティエアターミナル）をポートアイランド東部に開設したことで、空港までシームレスな移動を実現していた。K-CATでは出国審査も行っており、その場合関空到着後は専用ゲートを通る形となっていた。神戸航空交通ターミナルが三ノ宮駅からK-CATまでをつなぐバス路線を運行していた。
K-CAT廃止後、その建物は「神戸インキュベーションオフィス」として転用されたが、2022年11月30日限りで閉鎖された。バス路線については神戸交通振興が引継いで運行を続けたが、2008年4月に神姫バスへ路線譲渡した。同施設の閉鎖直前の2022年9月に廃止されている。
K-CATの英略称については、京都駅に京都シティエアターミナル（→特急「はるか」）が並存していたことから、同施設は神戸の廃止までKYOTO-CATと区別されていた。しかし、京都についても2002年8月に廃止され、西日本地域のシティエアターミナル（O-CAT・なんばCAT・神戸・京都）のカウンター業務は全廃となっている。

#### 航路の再開
神戸マリンルートとK-CATの休廃止後間もなく、神戸市は将来の神戸空港開港と関空二期島の完成により、神戸空港と関西空港間で国内線・国際線を乗り継ぐなどの需要が見込まれるとして、2006年を目標に航路の再開を表明した。2002年8月には市の外郭団体である財団法人神戸市開発管理事業団が設けた基金を通じ、休眠会社となっていた海上アクセスへ融資を行い、金融機関からの長期借入金を返済（借換）させる延命措置を図った。
2005年度神戸市予算に航路再開に伴う予算計上が行われたことで、航路復活がほぼ決定事項となり、船舶購入などの準備が進められた。2006年7月8日に国土交通大臣（当時）の北側一雄らが参加した披露試乗会の実施を経て、7月13日に「神戸-関空ベイシャトル」として就航、神戸関空航路が再開された。
4年半ぶりに再開された航路の運賃は、K-JETよりも900円安く設定された。再開当初は、定員110名に対し1便平均の乗客数は14名と低調で、2006年度上半期は2億1千万円の赤字を計上した。その後、駐車場無料化・旅行会社販売割引・PRの強化といった施策により徐々に利用客が増加し、2008年度は乗船客数約35万人、1便平均の乗客数は26.7人と伸びをみせている。利用客の増加などで2009年度は航路開設以来、初の黒字を計上した。
2007年4月28日 - 5月6日に「神戸-関空ベイ・シャトル また乗ってね!キャンペーン」と称して、神戸空港と関西空港の窓口で乗船券を購入すればもれなく同年6月以降有効の片道無料乗船券がプレゼントされるキャンペーンを行っていた。

#### 運賃の値上げ
2011年4月より、大人普通運賃他を20%値上げし1,800円となった。値上げは2006年7月の航路開設以来初めてのことである。この背景として、円高などにより日本人旅行客が増加傾向にあり、航路の自立的な経営が見込まれることと、神戸市からの補助金投入額が大幅に削減されることによるもの。今回の値上げの影響により年間5%の利用者減を予測しているものの、運賃収入面では年間8,100万円の増収を見込んでいる。

#### 民事再生法の適用
2012年2月、130億円以上にのぼる債務超過を解消するため、海上アクセスは民事再生法の適用を申請した。2013年1月31日に再生計画を完了、100%減資の上、神戸市が有していた債権を株式化する形で、神戸市100%出資の会社に再編された。2013年10月1日、海上アクセスはOMこうべに吸収合併され、同社の海上アクセス事業部となった。

### 2018年の台風21号に伴う救助
2018年9月4日、近畿地方に上陸した台風21号による高潮で関西空港は1期島が浸水しただけでなく、強風で煽られたタンカーが関西国際空港連絡橋に衝突。これにより、鉄道・道路が寸断され一時約3千人（メディアによっては8千人あるいは5千人の記載あり）が空港内で孤立した。
この事態を受けて、関西エアポートは翌9月5日から関西空港から神戸空港へ向かう臨時の高速船の運航を開始することを決定。当初初便は6時からの運航を予定していたが、5時30分に運航を開始し15分から20分間隔で神戸空港へ向けての輸送を行った。その結果ベイシャトルを利用した「救助」は、同日の22時35分に完了した。
台風21号での「救助」を教訓に、関西エアポートとOMこうべは2020年3月末日までの期限で、災害発生時などの緊急事態での協力に関する協定書を2019年4月19日付で締結している。

### 関西空港発着の他航路
前身の神戸マリンルートとは別に、海上アクセスの出資者に名を連ねていた徳島高速船がかつて運航していた徳島小松島港-大阪南港航路で関空寄港便を設定していたが、明石海峡大橋開通による乗客減により2000年に事業廃止・撤退した。
また、淡路島の津名港および洲本港と関西空港間の航路は関空開港と同時期からエアポート淡路アクアラインと共同汽船の2社が運航していた。明石海峡大橋開通などにより両者が撤退した後は津名町が出資した第三セクターの淡路エアポートラインが津名港航路に就航したが2001年に撤退。2001年4月から淡路エアポートラインの廃業に伴い洲本パールラインが洲本港発着で実質承継する形で運航が継続されたが、収支が好転せず2007年3月に航路が廃止（名目上は休航）された。2017年に淡路関空ラインが就航し約10年ぶりに航路が復活したが、およそ1年で休止となった。

## 料金
2013年4月1日 - 2014年9月30日までの期間限定ではあるが往復割引の設定が再開された。
- 往復：3,000円（小人1,500円）

往復運賃（割引）の変遷:2,700円（開設当初から2011年4月3日まで）→3,600円（2011年4月4日から2013年3月30日まで割引設定なし）→3,000円（2013年4月1日から2014年9月30日まで期間限定）

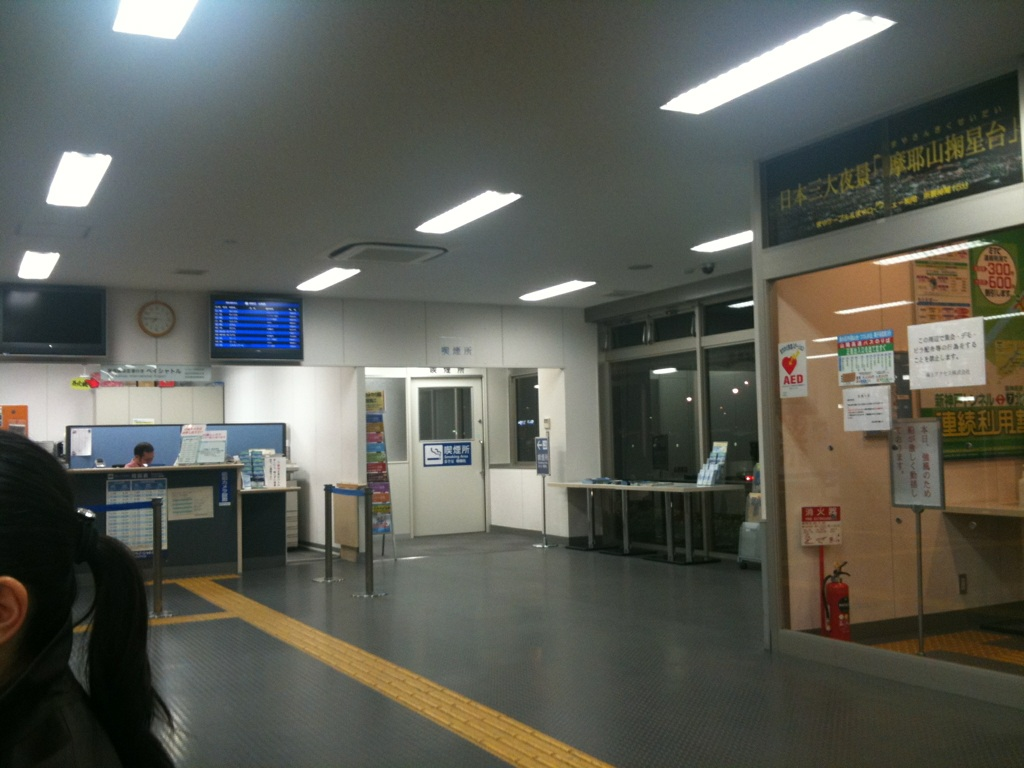
神戸空港 神戸-関空ベイ・シャトル乗り場

片道料金1,850円、ポートライナー（三宮駅-神戸空港駅）とのセットでも1,850円と競合路線である関空-三宮のリムジンバスよりも100円安く設定。
2013年4月1日改定内容
- 往復：3,000円（小人1,500円）の設定再開 - 2014年9月30日までの期間限定

なお2014年4月1日からは以下のように改定されている。
- 片道：1,880円（小人940円）
- 日帰り往復：2,460円（小人1,230円）
- ポートライナーセット券：1,850円（小人930円）
- シルバー割引（65歳以上）：1,200円 ←廃止
- 障がい者割引：930円（小人470円）

- 定期：1か月48,600円、3か月139,300円、6か月259,200円

2011年4月4日の料金改定に伴い、往復割引（日帰りを除く）・シルバー割引は廃止となった。
従来と比較して大人往復の場合、旧料金2,700円→新料金3,600円と900円の増額となる。
過去には、学生割引1,200円と外国人向け割引運賃1,000円が存在していた。
また多種の企画乗車券クーポンが繰り返し発行されてきた（旅行会社での1,000円乗船券や、1,200円、1,500円の割引クーポン等）。

## 駐車場
神戸空港側にベイ・シャトル専用駐車場が約700台分あるほか臨時駐車場がある。
料金
ベイ・シャトル乗船者（片道乗船でも可）は駐車場が旅行期間中何泊でも無料
※料金については公式サイトなどを参照のこと
乗船者割引
海上アクセスの利用者は、チケットカウンターで駐車券を提示すると乗船者割引を受けることができる。
乗船者割引を受けた場合、駐車料金が無料となる。
ただし、30日以上駐車する場合は事前の申請が必要である。
障害者割引
障害者の駐車料金は一般料金の半額。
神戸空港海上アクセスターミナル内のチケットカウンターにて、障害者手帳と駐車券を提示。

## 詳細

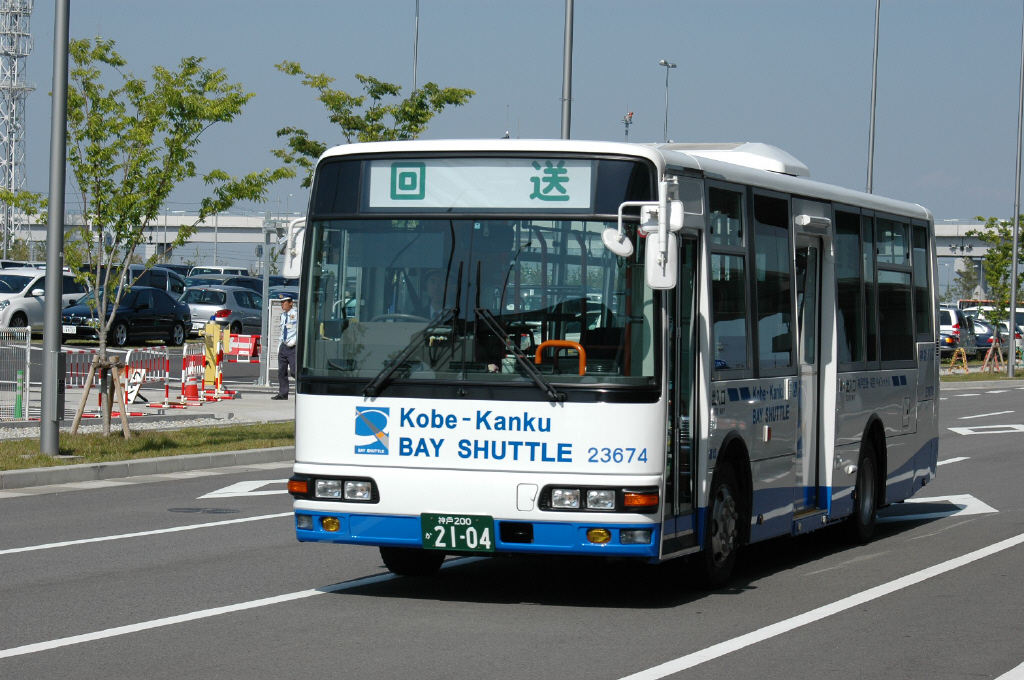
シャトルバス（神姫バス）

- 両空港ターミナルビルと神戸-関空ベイ・シャトル乗り場を結ぶシャトルバスは専用の外装が施され、神戸空港側は神姫バス（無料）、関西空港側は南海バス（有料で大人200円だが、シャトル利用者は料金に含まれている）が担当する。
- 客席のシートポケットには、関西エアポート制作の情報紙（ターミナルビルで配布されているもの）と、ホテル日航関西空港・スターゲイトホテル関西エアポート・りんくうプレミアムアウトレットなどの案内チラシ、神戸市の観光案内冊子（日本語・英語・中国語・韓国語それぞれ1冊ずつ）が収められたクリアファイルが配備されている。
- キャッシュレス決済が利用できる窓口は、「神戸空港海上アクセスターミナルチケットカウンター」・「関西国際空港第1ターミナル内チケットカウンター」・「関西国際空港第2ターミナル内チケットカウンター」のみで、「ポートライナー三宮駅インフォメーション」では利用不可である。
- 往復割引については開業時より設定されていたが、三宮 - 関西空港間はリムジンバスが競合しており、海上ルート対抗でリムジンバス側の往復割引率が高く設定されている（2014年5月時点では、神戸-関空ベイ・シャトル往復3,000円に対して、リムジンバスは往復割引を適用して3,080円）。
- 所要時間比較では、ベイ・シャトル海上ルート《期間限定で18往復》（ポートライナー18分）乗継5分（神戸空港島内連絡バス4分）乗船手続き最大13分（神戸-関空ベイ・シャトル31分）乗継2分（関西空港側シャトルバス5分）計1時間20分程度で到着する。陸上ルート《50往復》では、三宮 - 関西空港間直行の場合、公称65分（実際には60分程度）で到着する。

## 船舶
いずれも三保造船所 (大阪府)で建造された双胴高速船3隻の内2隻が通常時に就航している。「かぜ」は予備船で、ドック期間中などの代船のほか、チャーター運航などで使用される。

### 就航中の高速船
- そら[1]

84総トン、航海速力30ノット、旅客定員110名（バリアフリー席6席）。2017年7月26日には、神戸空港の海上誘導灯に衝突する事故が発生している。
- うみ[1]

84総トン、航海速力30ノット、旅客定員110名（バリアフリー席6席）
- かぜ[1]

旅客定員115名。2015年3月就航、元・波照間海運「ぱいぱてぃろーま」を改装し、2階船室を増設している。そら、うみの2隻にトラブルが発生した際の予備。

### 過去の船舶
- しゃるまん

1990年竣工、瀬戸内クラフト建造、元・三原観光汽船、2005年に加藤汽船が購入して予備船として運用、現在は国立療養所大島青松園の渡船として就航

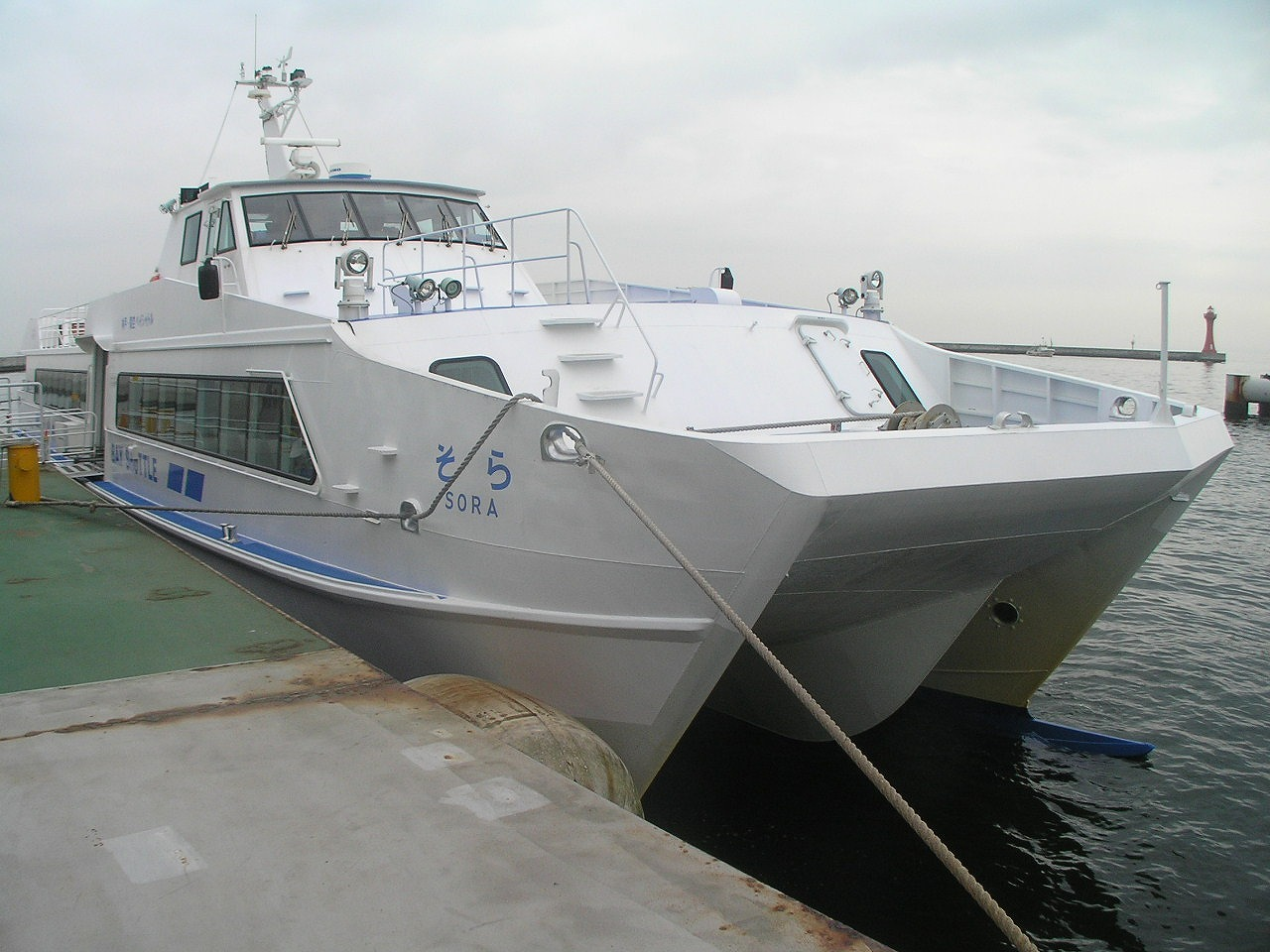
そら（2008年）
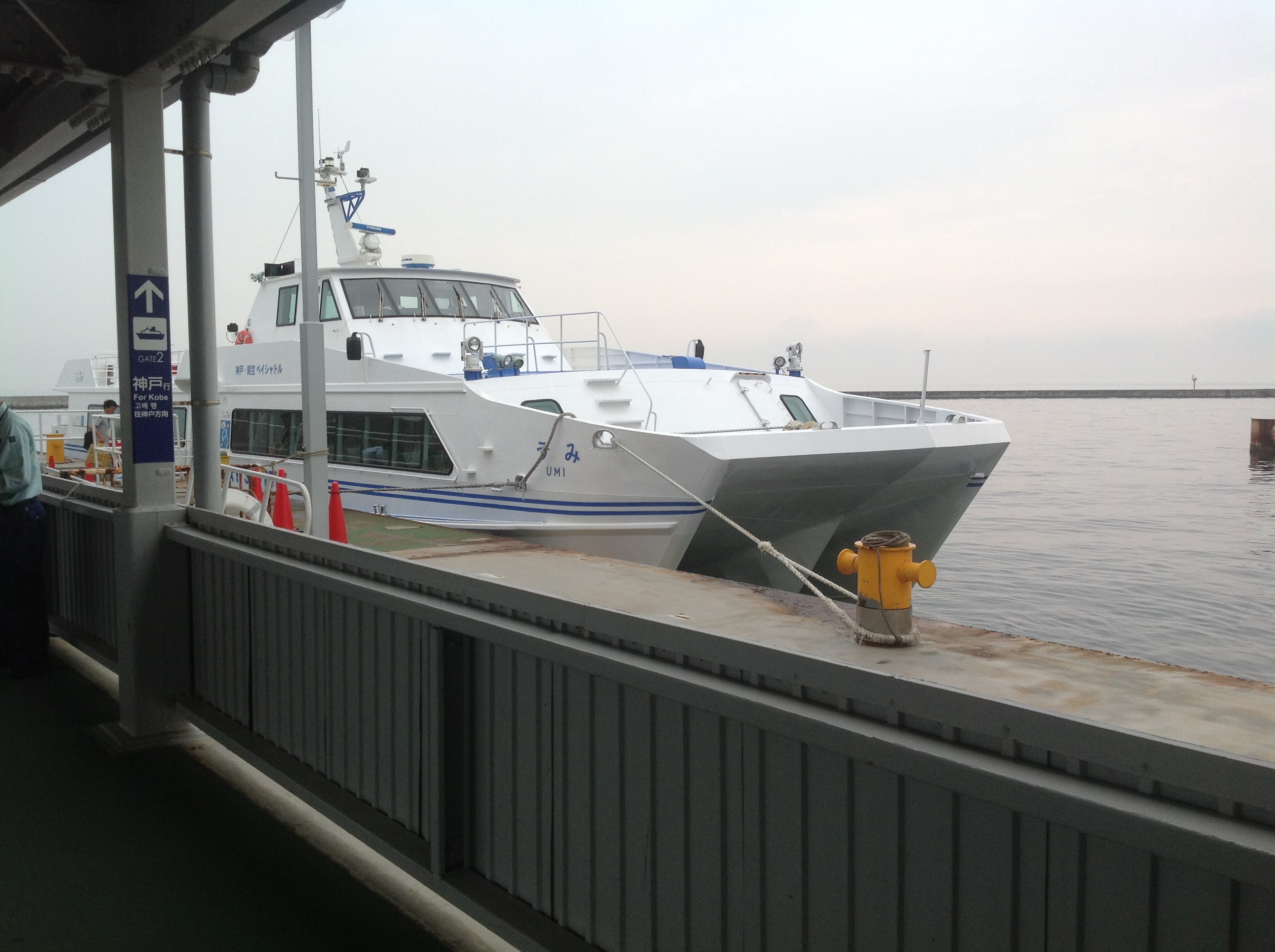
うみ（2013年）
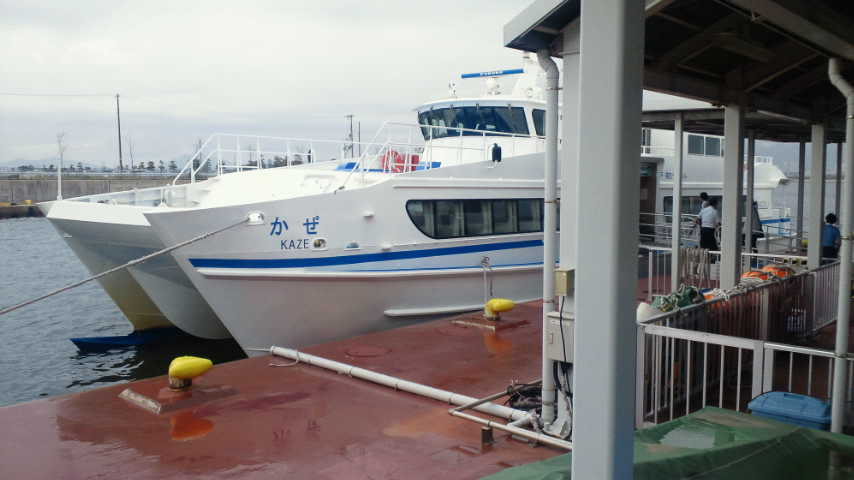
かぜ（2013年）
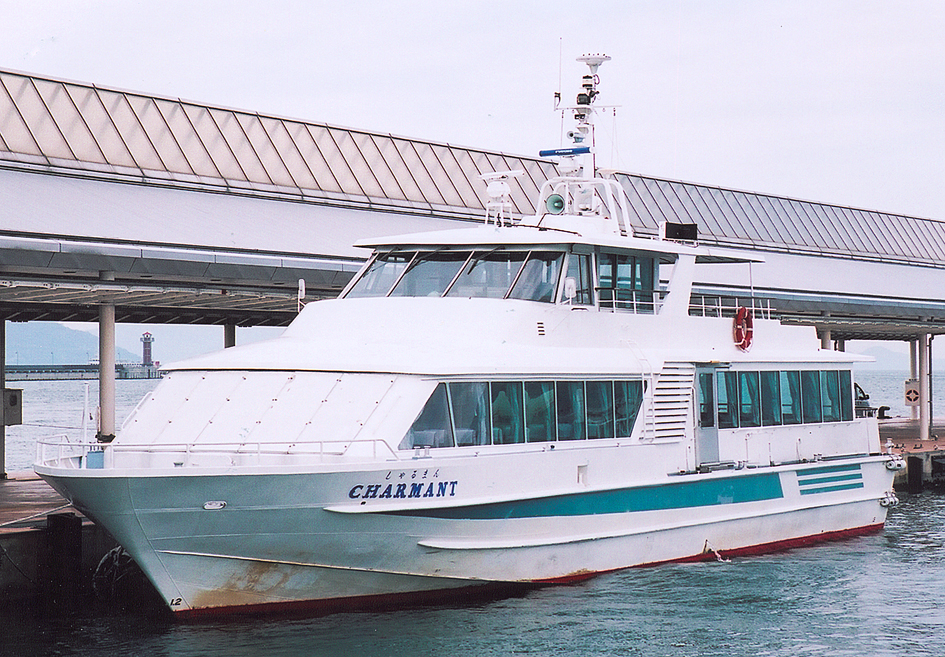
しゃるまん（2007年 高松港）